# Frans van Bourbon-Condé

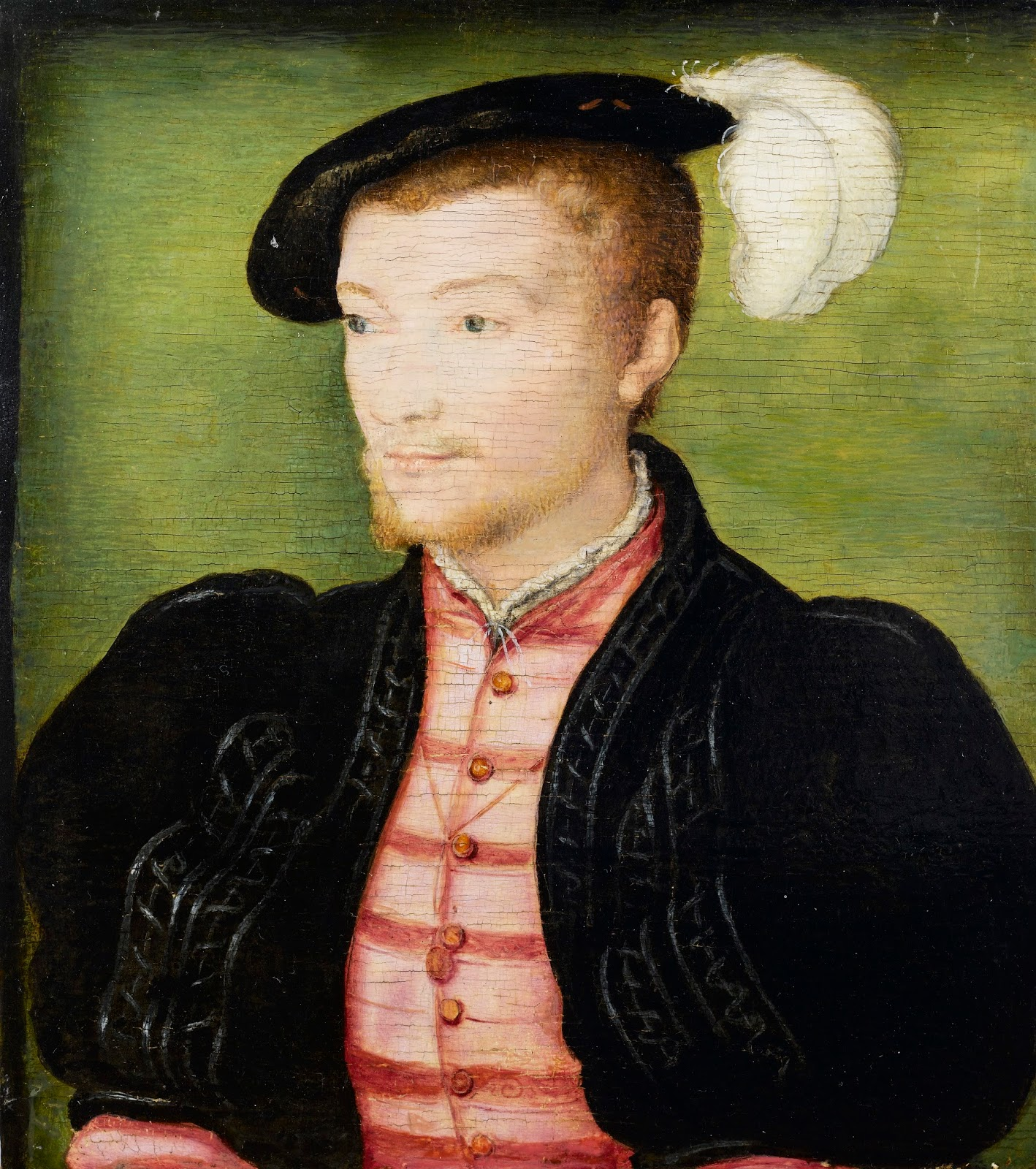
Frans van Bourbon-Condé, graaf van Edingen, ca. 1540, door Corneille de la Haye

Frans van Bourbon-Condé (La Fère, 23 september 1519 — La Roche-Guyon, 23 februari 1546) was een Franse prins van den bloede en graaf van Edingen. Zijn vader was Karel van Bourbon-Vendôme, hertog van Vendôme en de oom van de latere Hendrik IV van Frankrijk.
Als leider van het Franse leger in Italië namens Frans I van Frankrijk tijdens de Italiaanse Oorlog van 1542-1546 leidde hij het Frans-Ottomaanse Beleg van Nice in 1543. Ook leidde hij het Franse leger naar de overwinning in de Slag bij Ceresole in 1544. 
Hij kwam door een ongeluk om het leven op 26-jarige leeftijd in het kasteel van La Roche-Guyon.